# Pietro Chiarini
Pietro Chiarini (Brescia, omstreeks 1717 - Cremona, 1765) was een Italiaans componist.

## Biografie
Chiarini vertrok in 1738 naar Venetië. Tijdens zijn verblijf aldaar, wat tot 1744 duurde, werden vier van zijn opera's en een oratorium uitgevoerd. Later ging hij naar Cremona, waar hij in 1754 het intermezzo "La donna Dottor" schreef en presenteerde. Hij werd in 1756 tot maestro di cappella benoemd aan het hof van Cremona. De grootste bekendheid van Chiarini op het moment komt door het feit dat er gespeculeerd wordt dat Giovanni Battista Pergolesi's opera "Il geloso schernito" in feite is samengesteld door Chiarini en niet door Pergolesi.

## Opera's
- Argenide (libretto van Girolamo Alvise Giusti, opera seria, 1738, Venetië)
- Arianna e Teseo (opera seria, 1739, Brescia)
- L'Issipile (libretto van Pietro Metastasio, opera seria, 1740, Brescia )
- Il finto Pazzo (libretto van Carlo Goldoni na La Contadina astuta van Tommaso Mariani, intermezzo, 1741, Venetië)
- Achille in Sciro (libretto van Pietro Metastasio, opera seria, 1739)
- Artaserse (libretto van Pietro Metastasio, opera seria, 1741, Verona)
- Statira (libretto van Carlo Goldoni, opera seria, 1741, Venetië)
- Amor fa l'uomo cieco (libretto van Carlo Goldoni, intermezzo, 1742, Verona)
- Il Ciro riconosciuto (libretto van Pietro Metastasio, opera seria, 1743, Verona)
- I Fratelli riconosciuti (opera seria, 1743, Verona)
- Meride e Salimunte (libretto van Apostolo Zeno, opera seria, 1744, Venetië)
- Alessandro Nelle Indie (libretto van Pietro Metastasio, opera seria, 1744, Verona)
- Il geloso schermito (libretto van Giovanni Bertati, intermezzo, 1746)
- La Didone abbandonata (libretto van Pietro Metastasio, opera seria, 1748, Brescia)
- La donna dottoressa (intermezzo, 1754, Cremona)
- Ezio (libretto van Pietro Metastasio, opera seria, 1757, Cremona)

- Bibliothèque nationale de France: cb147837278 (data)
- Catàleg d'autoritats de noms i títols de Catalunya: 981058525081606706
- Gemeinsame Normdatei: 135224462
- International Standard Name Identifier: 0000 0000 5520 6584
- Library of Congress Control Number: n90606279
- MusicBrainz: eab651e8-6cd0-4d52-9581-9b39f28eec31
- Istituto Centrale per il Catalogo Unico: UBOV542677
- SNAC: w6hj0tm0
- Virtual International Authority File: 27329592
- WorldCat: E39PBJbWrpMcFcX8CjJjbkPG73